# Maritchka Padalko
Maritchka Padalko (ukrainien : Марічка Падалко) est une journaliste et présentatrice de télévision ukrainienne née à Kiev le 26 février 1976, fort connue pour ses pensées féministes,.
Elle est mariée avec l'homme politique ukrainien Yehor Sobolyev avec qui elle a eu trois enfants. En juillet 2020, pendant qu'elle présente le journal télévisé, elle a une dent qui se déchausse en direct, expliquant plus tard que cela a été dû à un choc reçu avec un pendule avec lequel jouait son fils la veille.